# ترحيل جزائي

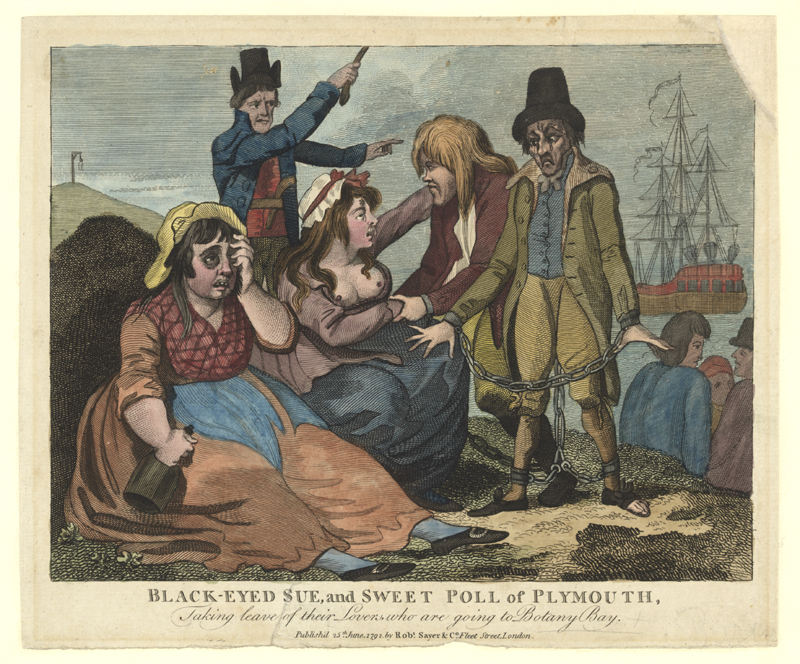

الترحيل الجزائي يعني ترحيل المجرمين والمعتقلين، أو الأشخاص الآخرين غير المرغوب فيهم، إلى مكان آخر، غالبًا ما يكون مستعمرة مصممة لغرض معين. لاحقًا، أنشئت مستعمرات جزائية لتصبح وجهة هؤلاء المعتقلين والمدانين. يطلق سراح السجناء بعد انتهاء مدة حكمهم، لكنهم لا يملكون الموارد الكافية للعودة إلى أوطانهم.

## الأصل والتطبيق
كان نفي الأشخاص وترحيلهم قسريًا من الحكومة أو المجتمع كنوع من العقاب ممارسة قديمة يعود زمنها إلى عصر الرومان القدماء. ووصلت الممارسة إلى ذروتها في الإمبراطورية البريطانية خلال القرنين الثامن عشر والتاسع عشر.
أزال هذا الانتقال القسري المجرمين من المجتمع، وبشكل دائم في أغلب الأحيان، لكن هذه الممارسة أرحم من عقوبة الإعدام. طبق هذا العقاب على المجرمين والمقترضين غير القادرين على إيفاء ديونهم، وسجناء الحرب، والمعتقلين السياسيين.
استخدم الترحيل الجزائي أيضًا باعتباره وسيلة للاستعمار، فمنذ الأيام الأولى للمخططات الاستعمارية البريطانية، اعتبرت مستعمرات ما وراء البحار وسيلة لتخفيف المشاكل الاجتماعية والوطنية التي يسببها المجرمون والفقراء، وطريقةً لزيادة القوة العاملة في تلك المستعمرات، أي كانت الممارسة مفيدة للبلد عمومًا.

## بريطانيا العظمى والإمبراطورية البريطانية
كان الترحيل القسري حكمًا بديلًا طبق على مرتكبي الجنايات، وكانت الممارسة من صلاحيات الامتياز الملكي للرحمة، ثم أدرجت في القانون الانجليزي. كان الترحيل يطبق على الجنايات التي لا تستحق عقوبة شديدة كالموت أو الإعدام. وبحلول عام 1670، عندما أضيفت جنايات جديدة، أصبح حكم الترحيل القسري متاحًا. كان تزوير الوثائق، على سبيل المثال، جناية عقوبتها الإعدام حتى عشرينيات القرن التاسع عشر، عندها خفف الحكم إلى الترحيل القسري. وهكذا وفقًا للجريمة، كان الحكم الصادر على المتهم إما للأبد أو لفترة مقدارها عدد ما من السنوات. وإذا كان الحكم لعدة سنين، يسمح للمجرم بالعودة إلى الوطن بعد انقضاء مدة حكمه، لكن عليه العودة بنفسه. لذا بقي الكثير من المجرمين السابقين في المستعمرات بعد انتهاء مدة عقوبتهم، وأصبحوا أشخاصًا أحرارًا، وبإمكانهم الحصول على وظيفة في المستعمرة، كأن يصبحوا سجانًا أو موظفين في المستعمرة الجزائية.
رحّلت إنجلترا المدانين، وسجناءها السياسيين، وسجناء الحرب مع اسكوتلندا وأيرلندا إلى مستعمرات ما وراء البحار في الأمريكيتين، منذ العقد الأول من القرن السابع عشر وحتى مطلع العام 1776 أثناء الثورة الأمريكية، عندها أوقف الترحيل إلى أمريكا مؤقتًا وفقًا للقانون الجنائي 1776. أقرت الممارسة في اسكتلندا عن طريق قانون 1785، لكن استخدامها كان أقل مما كان عليه في إنجلترا. استمر الترحيل ضمن جماعات هائلة بالتزامن مع مغادرة الأسطول الأول لإنشاء أول مستعمرة جزائية في أستراليا عام 1787، واستمر الوضع هكذا حتى عام 1868.
لم يكن الترحيل موجودًا في اسكتلندا قبل قانون الاتحاد 1701، وعقب الاتحاد (اتحاد إنجلترا واسكتلندا لتأسيس بريطانيا العظمى)، استثنيت اسكتلندا من تطبيق قانون الترحيل 1717. وفقًا لذاك القانون، وسع برلمان بريطانيا العظمى نطاق استخدام قانون الترحيل ليشمل اسكتلندا، لكن تطبيق القانون هناك ظل محدودًا وقليلًا وفقًا للقانون الإسكتلندي حتى مطلع القرن التاسع عشر.
في أستراليا، بإمكان المدان الذي قضى جزءًا من عقوبته طلب تذكرة مغادرة، ما يمنحه بعض الحريات. سمح ذلك لبعض المدانين باستكمال حياتهم بشكل طبيعي، كالزواج وإنجاب الأطفال وتأسيس عائلة، فيساهم بذلك في تطوير وتنمية المستعمرة.

## خلفية تاريخية

### ميل تجاه إصدار أحكام أكثر مرونة
كانت العدالة الجنائية في إنجلترا في القرنين السابع عشر والثامن عشر شديدة، حتى أصبح اسمها «الشريعة الدامية». يعود السبب إلى الأعداد الكبيرة من المدانين والمجرمين الذين عوقبوا بالإعدام (الشنق غالبًا)، وإلى الخيارات المحدودة للأحكام المتاحة وقتها. أدخلت بعض التعديلات على امتياز رجال الكهنوت سابقًا، والذي يعفي رجال الدين من واجباتهم أمام القانون المدني، فدرج التحايل على القانون، وأصبح بإمكان رجال الدين اللجوء إلى الامتياز لتجنب الإعدام. أعفي عن عدد كبير من المجرمين لأن جرائمهم اعتبرت صغيرة نسبيًا، ولا تستحق عقوبة الإعدام. لكن للتأكيد على سيادة القانون، من غير المنطقي إخلاء سبيل هؤلاء المجرمين بدون عقاب على الإطلاق. ومع نمو المستعمرات، طرح الترحيل القسري باعتباره عقابًا بديلًا، بينما اعتبر قانونيًا بمثابة العفو بدلًا من اعتباره حكمًا جزائيًا.
رحل المدانون الذين يمثلون تهديدًا على المجتمع إلى أراض بعيدة. وكان الهدف الثاني من هذا الترحيل هو إحباط المجرمين ومنعهم من ارتكاب الجرائم خوفًا من الترحيل القسري. ظل الترحيل يعتبر عرضًا عامًا لرحمة الملك وعفوه. كان الترحيل أيضًا حلًا لمشكلة حقيقية في النظام الجزائي، وأعطى هذا الحكم أملًا في إعادة تأهيل المدانين وإصلاحهم عندما يبدؤون حياتهم من جديد في تلك المستعمرات. في عام 1615، في عهد الملك جيمس الأول، شكلت لجنة من المجلس كان من صلاحياتها اختيار السجناء الذين يستحقون العفو، ثم ترحيلهم إلى المستعمرات. اختير السجناء بشكل دقيق، وذكرت قوانين مجلس الشورى أن «السجناء الذين يبدون قوة جسدية أو مهارات أخرى سيؤخذون بعين الاعتبار ليجري توظيفهم».
أثناء فترة الكومنولث الإنجليزي، تجاوز كرومويل التحيز الشعبي ضد استعباد المسيحيين أو بيعهم إلى أطراف خارجية، لذا أنشأ مجموعة ترحيل مؤلفة من السجناء العسكريين والمدنيين. وعندما استردت الملكية في إنجلترا، تغير نظام الترحيل الجزائي وعدد الأشخاص الذي يطبق عليهم بين عامي 1660 و1720، حل الترحيل الإجباري محل إسقاط التهم المتعلقة برجال الدين بعد دمغ (كي) الإبهام.
تغير النظام خطوة بخطوة، في شهر فبراير من عام 1663، اقترح على مجلس العموم قانون يسمح بترحيل مرتكبي الجنايات، وتبعه قانون آخر طرح على مجلس اللوردات، يسمح بترحيل المجرمين المدانين، حتى لو كانوا من رجال الكهنوت أو كانت جريمتهم سرقة صغيرة. فشلت تلك القوانين، لكن بدا أن التغيير ضروري لا محالة.

### الترحيل باعتباره صفقة تجارية
أصبح الترحيل القسري تجارة: فكان التجار يختارون أناسًا من السجناء بناءً على حاجتهم للعمالة والأرباح التي قد يحققونها. حصل التجار على عقد من مدراء الشرطة، وبعد رحلتهم بغية الوصول إلى المستعمرة، كانوا يبيعون المدانين كالعبيد لكن بعقد مؤقت. كانت الأموال التي يحصلون عليها إثر عملية الشراء كافية لدفع رسوم السجن، والرسوم المستحقة للحصول على العفو، ورسوم الكهنوت، وكل ما هو ضروري لتفويض الترحيل. استمرت عقود الترحيل تلك حتى نهاية القرن السابع عشر وبعده، لكنها تضاءلت عام 1670 جراء بعض التعقيدات والعراقيل. كانت معارضة المستمعرة إحدى أهم العراقيل التي وقفت في وجه صفقات البيع تلك، ولم ترغب المستعمرات بقبول المزيد من السجناء، إذ شكل هؤلاء خطرًا على المستعمرة، ولم يرحب بهم هناك. أقرت ماريلاند وفرجينيا قوانين لمنع الترحيل عام 1670، واضطر الملك إلى احترام وقبول تلك القوانين.

## الترحيل في الاتحاد السوفييتي
خلال الحرب العالمية الثانية، رحّل الاتحاد السوفييتي نحو 1.9 مليون شخص من الجمهوريات الغربية إلى سيبيريا وجمهوريات وسط آسيا التابعة للاتحاد. كان أغلب المرحلين أشخاصًا اتهموا بالخيانة والتعاون مع ألمانيا النازية، أو القيام بثورة ضد السوفييت. من التركيبات السكانية التي تعرضت للترحيل: ألمان الفولغا والشيشان والتركمان في القوقاز. كان لعمليات الترحيل تلك هدفان: التخلص من الالتزامات المحتملة على جبهات القتال، وتوفير قوى بشرية عاملة للمستوطنات بغية جعل المناطق الشرقية غير المأهولة مدنًا ومناطق صناعية. استمر الاتحاد بهذه السياسة حتى شهر فبراير من عام 1956، حينها أدان نيكيتا خروتشوف الترحيل، واعتبره انتهاكًا للمبادئ والأسس اللينينية. ألغيت تلك السياسة، ولم يعد السكان المرحلون إلى موطنهم الأصلي حتى انهيار الاتحاد السوفييتي عام 1991.